# Robert Redford

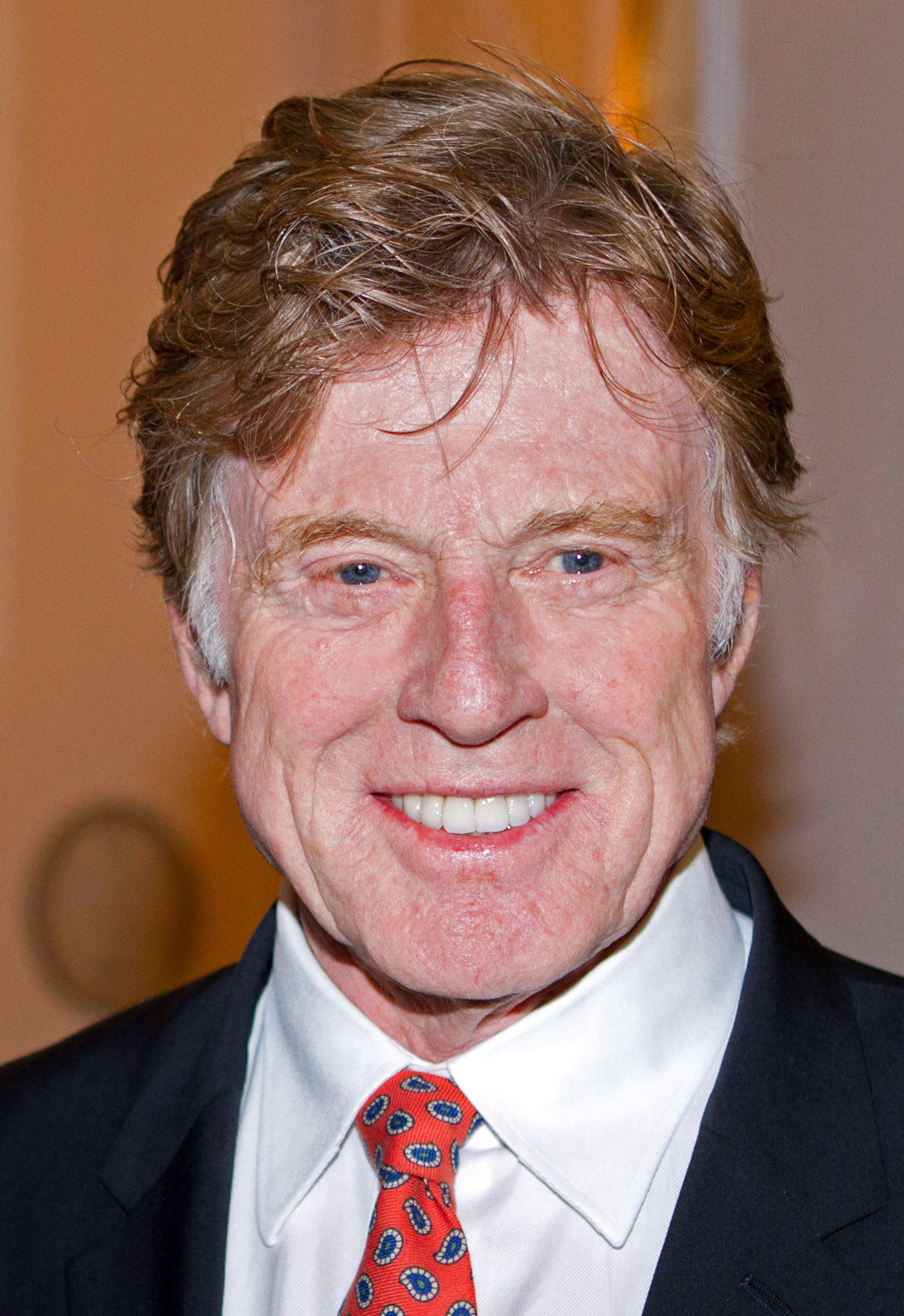
Robert Redford (2012)

Charles Robert Redford, Jr. (Anhörenⓘ) (* 18. August 1936 in Santa Monica, Kalifornien) ist ein ehemaliger US-amerikanischer Schauspieler, Filmregisseur und Filmproduzent.
Redford zählt seit den späten 1960er Jahren zu den populärsten Hollywoodschauspielern und war zwischen 1973 und 1976 der kassenträchtigste Filmstar. Zu seinen bekanntesten Filmen zählen Zwei Banditen, Der Clou, Die Unbestechlichen, Jenseits von Afrika und Der Pferdeflüsterer. Als Regisseur hat Redford neun Spielfilme inszeniert und wurde für sein Regiedebüt Eine ganz normale Familie 1981 mit dem Oscar ausgezeichnet. 2002 erhielt er einen Ehrenoscar für sein Lebenswerk als Schauspieler, Filmemacher sowie als Gründer des Sundance Institutes, das seit Jahrzehnten das bedeutende Sundance Film Festival veranstaltet. Redford ist auch als Umweltschützer aktiv und unterstützt unter anderem den Natural Resources Defense Council.

## Leben
Robert Redford ist der Sohn von Martha und Charles Robert Redford und wuchs mit seinem Halbbruder William in einfachen Verhältnissen auf. Er besuchte die Van Nuys High School in Los Angeles. 1955 erhielt er aufgrund seines Talents im Baseball ein Stipendium der University of Colorado Boulder. Im selben Jahr starb seine Mutter, woraufhin seine sportlichen und schulischen Leistungen stark zurückgingen, was schließlich – Alkoholmissbrauch kam hinzu – zum Verlust seines Stipendiums führte. Redford hielt sich zunächst mit kleineren Jobs auf den Ölfeldern um Los Angeles über Wasser, ging dann nach Europa, wo er in Paris und Florenz kurzzeitig an mehreren Kunstakademien studierte. In Florenz versuchte er sich in der Kunst der Malerei und war zeitweise auch als Straßenmaler tätig.
1958 zog es Redford wieder zurück in die USA. Er studierte nun Theaterdesign am New Yorker Pratt Institute und besuchte, dem Rat eines Lehrers folgend, ab 1959 außerdem die American Academy of Dramatic Arts, wo er seine Leidenschaft für die Schauspielerei entdeckte. Seine ersten Rollen hatte er in den Broadway-Produktionen Tall Story und Little Moon of Alban. Das erste Mal vor der Kamera stand er für eine Folge der Fernsehserie Maverick, in der James Garner, Jack Kelly und Roger Moore die Hauptrollen spielten. 1962 gab er in Hinter feindlichen Linien sein Leinwanddebüt. Während er am Theater große Erfolge feierte, kam seine Filmkarriere nur schwer in Gang – bis 1966 landete er einen Flop nach dem anderen. Joyce Selznick, eine Cousine des Produzenten David O. Selznick und Chefin der Nachwuchs-Scouts von Columbia versuchte, Redford unterzubringen – doch zu dem Zeitpunkt wollten ihn die Studios nicht. Immer häufiger zog er sich mit seiner Familie nach Spanien oder Kreta zurück, um dem Stress zu entkommen, den Hollywood für ihn bedeutete.
1967 machte Redford in Barfuß im Park erstmals ein größeres Kinopublikum auf sich aufmerksam. Zwei Jahre später wurde er mit Butch Cassidy und Sundance Kid zum Superstar. Seit 1976 arbeitet Robert Redford auch als Filmproduzent, seit 1980 zudem als Filmregisseur. Später gründete er gemeinsam mit Richard Gregson die Produktionsfirma Wildwood Enterprises, mit der er seither Filme produziert.
Der Schauspieler steht dem Film-Establishment in Hollywood von jeher skeptisch gegenüber und führt ein zurückgezogenes Privatleben. Er lebt vorwiegend im Napa Valley bei San Francisco und in Utah und gehörte nie zur Hollywood-Schickeria. Der linksliberale Redford ist als Naturliebhaber bekannt und hat oft den Niedergang des alten amerikanischen Westens beklagt. Er engagiert sich für den Umweltschutz und die Rechte der indigenen Bevölkerung.

## Privatleben

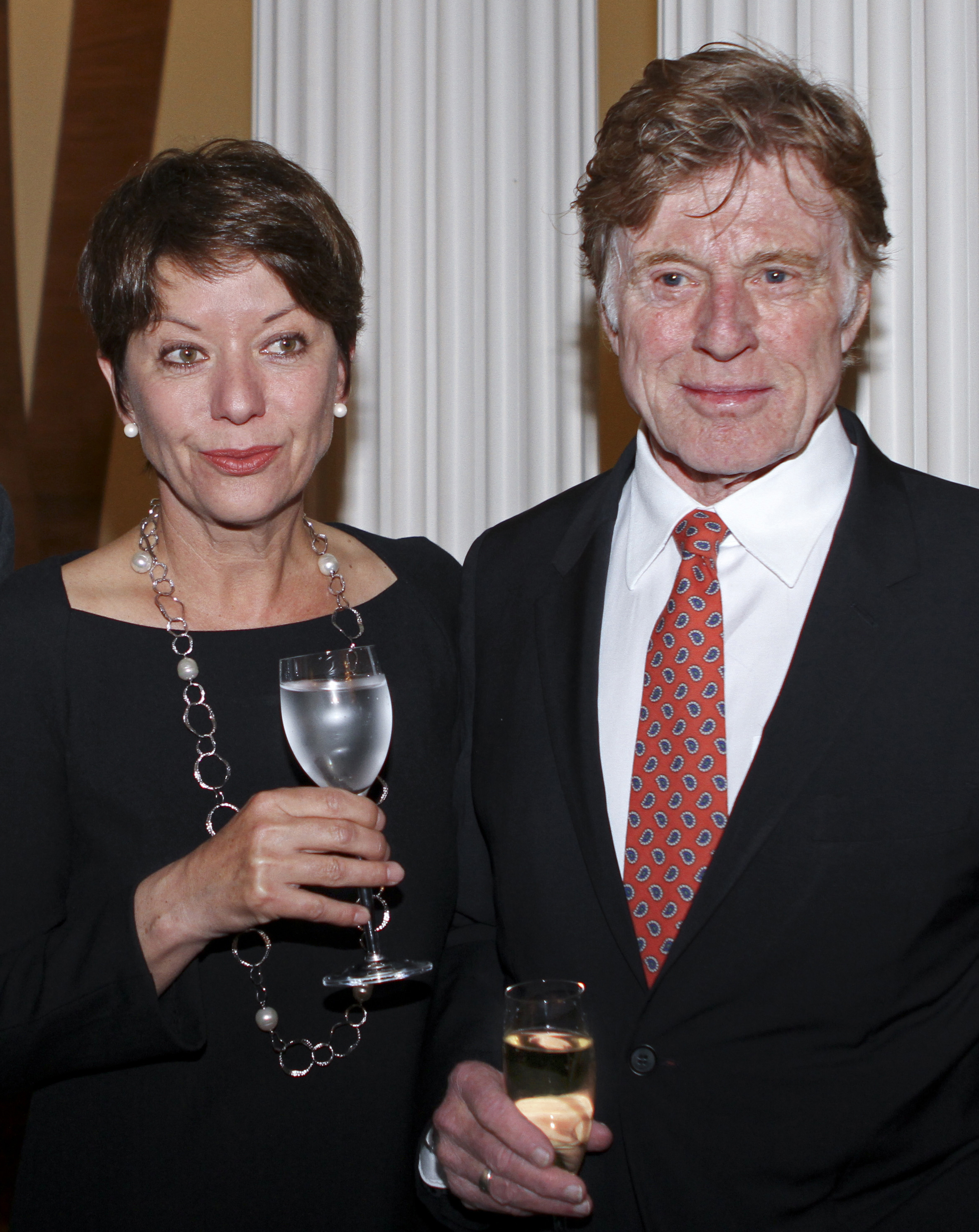
Robert Redford mit seiner Frau Sibylle Szaggars (2012)

Am 21. September 1958 heirateten Redford und Lola Van Wagenen (* 1938), 1985 ließ sich das Paar scheiden. Aus der Ehe gingen vier Kinder hervor: Scott (*† 1959), Shauna Redford (* 1960), David James Redford (1962–2020) und Amy Heart Redford (* 1970).
Seit 1996 ist Robert Redford mit der deutschen Malerin Sibylle Szaggars (* 1957) liiert, mit der er zusammen in Sundance, Utah, lebt. Am 11. Juli 2009 heiratete das Paar im Hamburger Hotel Louis C. Jacob. Redford hat sieben Enkelkinder.

## Karriere

### Ab 1960: Anfänge im Filmgeschäft
Robert Redford stand ab 1960 als Fernsehschauspieler vor der Kamera und spielte bis 1964 zahlreiche Rollen in Serien wie Maverick, Perry Mason, Alfred Hitchcock Presents oder Die Leute von der Shiloh Ranch. 1962 startete er seine Filmkarriere mit dem künstlerisch ambitionierten (Anti-)Kriegsfilm Hinter feindlichen Linien, in dem er einen Soldaten des Koreakriegs spielte. Der Film konnte sich jedoch an den Kinokassen nicht durchsetzen. Bei den Dreharbeiten freundete sich Redford mit dem späteren Regisseur Sydney Pollack an, der hier ebenfalls als Filmschauspieler debütierte.
Nachdem sich einige Kinoprojekte zerschlagen hatten, drehte Redford 1965 die Kriegskomödie Lage hoffnungslos – aber nicht ernst, in der er einen amerikanischen Soldaten spielte, der während des Zweiten Weltkriegs von einem deutschen Sonderling (Alec Guinness) im Keller versteckt wird. Dieser in Deutschland gedrehte Film kam weder bei der Kritik noch beim Publikum gut an. Auch das Filmdrama Ein Mann wird gejagt (1966), in dem Redford als flüchtiger Sträfling zu sehen war, blieb trotz profilierter Besetzung (u. a. Marlon Brando und Jane Fonda) weit hinter den kommerziellen Erwartungen zurück.
Verdammte, süße Welt (1965) war der erste von zwei Filmen, die Redford mit der damals sehr populären Natalie Wood, einer ehemaligen Schulkameradin von der Van Nuys High School, drehte. Sie stellte mit 27 Jahren eine 15-Jährige dar, die von einer Hollywood-Karriere träumt. 1966 standen die beiden Darsteller in Dieses Mädchen ist für alle, der Adaption eines Tennessee-Williams-Dramas, erneut zusammen vor der Kamera. Mit diesem Film begann Redford seine jahrzehntelange Zusammenarbeit mit Regisseur Sydney Pollack. Mit Natalie Wood blieb er bis zu deren Tod im Jahr 1981 eng befreundet. Keiner der beiden Filme konnte sich an der Kinokasse behaupten.
Nachdem Redfords erste Filme gefloppt waren und er sich zunächst nicht als Filmschauspieler hatte etablieren können, gelang ihm 1967 mit Barfuß im Park, der Adaption eines gleichnamigen Theaterstücks, der Durchbruch zum Kinostar. In dieser populären Neil-Simon-Komödie hatte Redford bereits als Broadway-Schauspieler einen großen Erfolg gefeiert. In der Hollywood-Adaption war der 31-jährige Darsteller an der Seite von Jane Fonda zu sehen und konnte sich durch seinen Auftritt als spießiger Anwalt, der „barfuß im Park“ spazieren geht, in Hollywood etablieren.
Redford war 1967 auch im Gespräch für die Hauptrolle in Die Reifeprüfung. Regisseur Mike Nichols glaubte jedoch, dass er der Falsche sei, um einen verklemmten jungen Mann darzustellen, der Probleme mit dem anderen Geschlecht hat. In dieser Rolle gelang schließlich Dustin Hoffman der Durchbruch.

### Ab 1969: Hollywood-Star
1969 drehte Redford drei Filme, von denen Blutige Spur und Schußfahrt, zwei inhaltlich ambitionierte Dramen, an den Kinokassen floppten. Sein Auftritt in der Westernkomödie Zwei Banditen, auch bekannt als Butch Cassidy und Sundance Kid, machte Redford jedoch endgültig zu einem der führenden Hollywood-Stars. Seine Gage war mit diesem Film auf 150.000 Dollar gestiegen. Unter der Regie von George Roy Hill verkörperte er in Zwei Banditen den schweigsamen Revolverhelden Sundance Kid an der Seite von Paul Newman, der die eigentliche Hauptrolle des Bandenchefs Butch Cassidy spielte. Zunächst war ein etablierter Star wie Steve McQueen, Warren Beatty oder Jack Lemmon für die Rolle des Sundance Kid vorgesehen. Butch Cassidy und Sundance Kid traf den liberalen Zeitgeist der späten 1960er Jahre und zeigte die beiden Zug- und Bankräuber Butch und Sundance als sympathische, fast hippiehafte Antihelden, die schließlich von einem riesigen Polizeiaufgebot zusammengeschossen werden. Der Film wurde zu einem der größten Kassenerfolge der späten 1960er Jahre und festigte bei einem weltweiten Publikum Redfords Image als Frauenschwarm und romantischer Held. Mit Paul Newman blieb er zeitlebens eng befreundet.

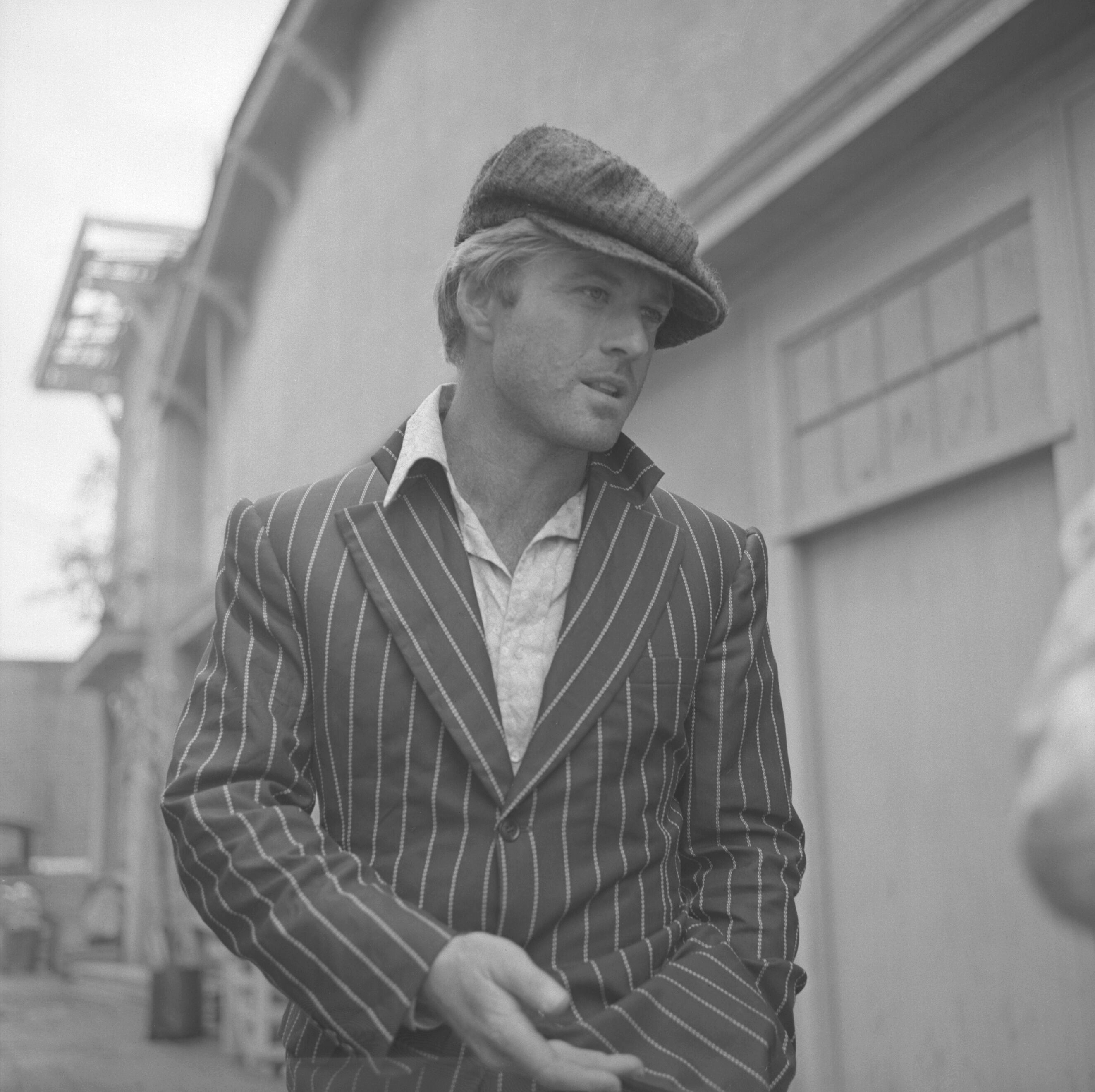
Robert Redford während einer Drehpause von Der Clou (1973)

1973 drehten die beiden Darsteller, wieder unter der Regie von George Roy Hill, die Gaunerkomödie Der Clou, die zu einem der erfolgreichsten Filme der 1970er Jahre avancierte. Redford erhielt für die Darstellung des Trickbetrügers Hooker seine bislang einzige Oscar-Nominierung als Schauspieler. Redford und Newman wollten nach Der Clou ihre erfolgreiche Zusammenarbeit fortsetzen, fanden aber kein geeignetes Projekt.
1972 spielte Robert Redford in Bill McKay – Der Kandidat einen idealistischen jungen Anwalt, der zum Politiker wird. Ab den frühen 1970er Jahren arbeitete Redford verstärkt mit Regisseur Sydney Pollack zusammen, mit dem er mehrere große Kinoerfolge feiern konnte. In dem von Pollack produzierten Western Jeremiah Johnson (geschätztes Budget: 3,5 Millionen Dollar) war er 1972 als zivilisationsmüder Trapper zu sehen, der die Schönheit und Grausamkeit der Rocky Mountains kennenlernt. Der Film, der unter anderem auf Redfords Anwesen in Utah gedreht wurde, war kein Kassenschlager, entwickelte sich aber zu einem Klassiker seines Genres. 1973 konnten Pollack, Redford und Barbra Streisand mit dem epischen Liebesfilm So wie wir waren Kasse machen. Auch Pollacks Politthriller Die drei Tage des Condor mit Redford und Faye Dunaway wurde 1975 zum Kassenhit.

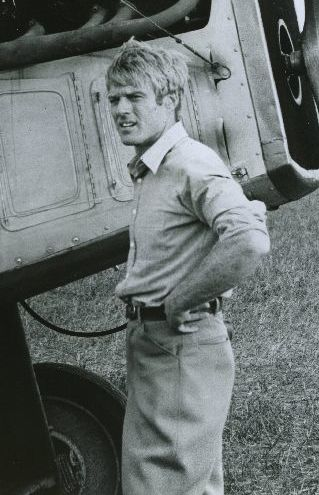
Redford in Tollkühne Flieger (1975)

Die Literaturverfilmung Der große Gatsby (1974) unter Regie von Jack Clayton und Tollkühne Flieger (1975), eine erneute Zusammenarbeit mit George Roy Hill, konnten die großen Erwartungen in kommerzieller Hinsicht nicht erfüllen. Trotzdem war Redford nach mehreren großen Hits in kurzer Folge auf dem Höhepunkt seiner Popularität und zwischen 1973 und 1976 der kassenträchtigste Filmstar in den USA. Der rotblonde, blauäugige Schauspieler mit dem strahlenden Lächeln galt weltweit als Sexsymbol. 1976 betätigte er sich bei Die Unbestechlichen erstmals als Filmproduzent. Der Politthriller beschreibt die Arbeit der Zeitungsreporter Bob Woodward (Redford) und Carl Bernstein (Dustin Hoffman), die in den frühen 1970er Jahren den Watergate-Skandal aufdeckten. Der von Alan J. Pakula inszenierte Film war bei Kritik und Publikum ein großer Erfolg.
Redford spielte 1977 in dem mit Stars besetzten Kriegsfilm Die Brücke von Arnheim und trat danach zwei Jahre lang nicht mehr vor eine Filmkamera. 1979 inszenierte Sydney Pollack mit ihm Der elektrische Reiter, in dem er als abgewrackter Rodeoreiter ein wertvolles Pferd aus Las Vegas entführt.

### Eigene Aktivitäten als Filmregisseur und Förderer der Filmkultur
1980 debütierte Redford als Filmregisseur und inszenierte das Sozialdrama Eine ganz normale Familie, in dem er allerdings nicht als Schauspieler auftrat. Für sein Regiedebüt erhielt Redford seinen ersten Oscar. Robert Redford hat bislang neun Spielfilme inszeniert: Eine ganz normale Familie (1980), Milagro – Der Krieg im Bohnenfeld (1988), Aus der Mitte entspringt ein Fluß (1992), Quiz Show (1994), Der Pferdeflüsterer (1998), Die Legende von Bagger Vance (2000), Von Löwen und Lämmern (2007), Die Lincoln Verschwörung (2010) und The Company You Keep – Die Akte Grant (2012). Über die Gründe, warum er neben der Schauspielerei auch Regisseur werden wollte, äußerte Redford:
„Regisseur zu werden, hatte für mich viel mit Kontrolle zu tun. Als Schauspieler hatte ich das Gefühl, dass es einen Teil in mir gab, den ich noch nicht nutzte. Ich wollte mehr Mitspracherecht bei der Gestaltung haben.“
1980 gründete Robert Redford in seiner Heimat Utah das Sundance Institute, benannt nach seiner Rolle in Butch Cassidy und Sundance Kid. Ziel des Instituts ist die Förderung unabhängiger Filmemacher und ihrer Werke. Seit 1984 findet das jährliche Sundance Film Festival statt, das im Lauf der Jahre zum wichtigsten Treffpunkt der amerikanischen Independent-Regisseure wurde, die als Filmemacher nicht den Massengeschmack bedienen wollen, sondern an künstlerisch anspruchsvollen Filmen interessiert sind.

### Schauspielrollen seit den 1980er Jahren

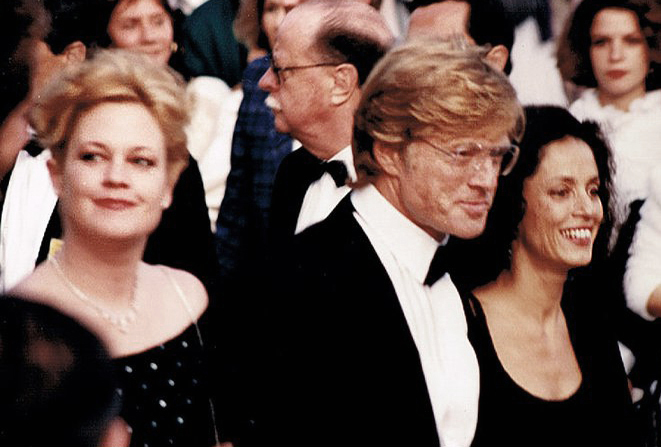
Redford mit Melanie Griffith (links) und Sônia Braga bei den Filmfestspielen von Cannes (1988)

In den 1980er Jahren trat Redford nur in vier Filmen auf. In Brubaker spielte er 1980 einen idealistischen Gefängnisdirektor. 1984 war er in Der Unbeugsame als Baseballspieler zu sehen. 1985 konnte er, erneut unter der Regie von Sydney Pollack, in dem epischen Liebesfilm Jenseits von Afrika an der Seite von Meryl Streep einen weiteren großen Erfolg verbuchen. 1986 war er in dem romantischen Film Staatsanwälte küßt man nicht zu sehen. 1990 kam es zur sechsten und letzten Zusammenarbeit mit Pollack. Doch Havanna, eine Liebesgeschichte vor dem Hintergrund der kubanischen Revolution, war kommerziell ein Flop.
Auch in den 1990er Jahren trat Redford nur sporadisch vor die Kamera und spielte lediglich in fünf Filmen mit. In Sneakers (1992) war er der Chef einer Bande von High-Tech-Einbruchsspezialisten. 1993 machte er in Ein unmoralisches Angebot Demi Moore ebenjenes. 1996 spielte er als Fernsehjournalist mit Michelle Pfeiffer in Aus nächster Nähe und 1998 in der erfolgreichen Bestsellerverfilmung Der Pferdeflüsterer erstmals unter eigener Regie. Im neuen Jahrtausend trat er zunächst in den Filmen Die letzte Festung (2001) und in dem Spionagefilm Spy Game (2001) auf, in dem er als Lehrmeister von Brad Pitt zu sehen war. Es folgten insgesamt noch dreizehn weitere Rollen, in ganz unterschiedlichen Genres. Als Regisseur realisierte er beginnend mit Die Legende von Bagger Vance aus dem Jahr 2000 noch vier Filme, zuletzt 2012 The Company You Keep – Die Akte Grant. In All Is Lost (2013) zeigte Redford als überhaupt einziger Schauspieler und mit minimalem Text seine Fähigkeit, durch seine schiere Präsenz einen Film zu tragen.
Im Sommer 2018 kündigte Redford seinen Rückzug aus dem Schauspielgeschäft an. Im selben Jahr spielte er in der Krimikomödie Ein Gauner & Gentleman seine letzte Hauptrolle, ein Jahr später stand er noch für eine Nebenrolle in dem stargespickten Superheldenfilm Avengers: Endgame vor der Kamera.

## Engagement für den Umweltschutz

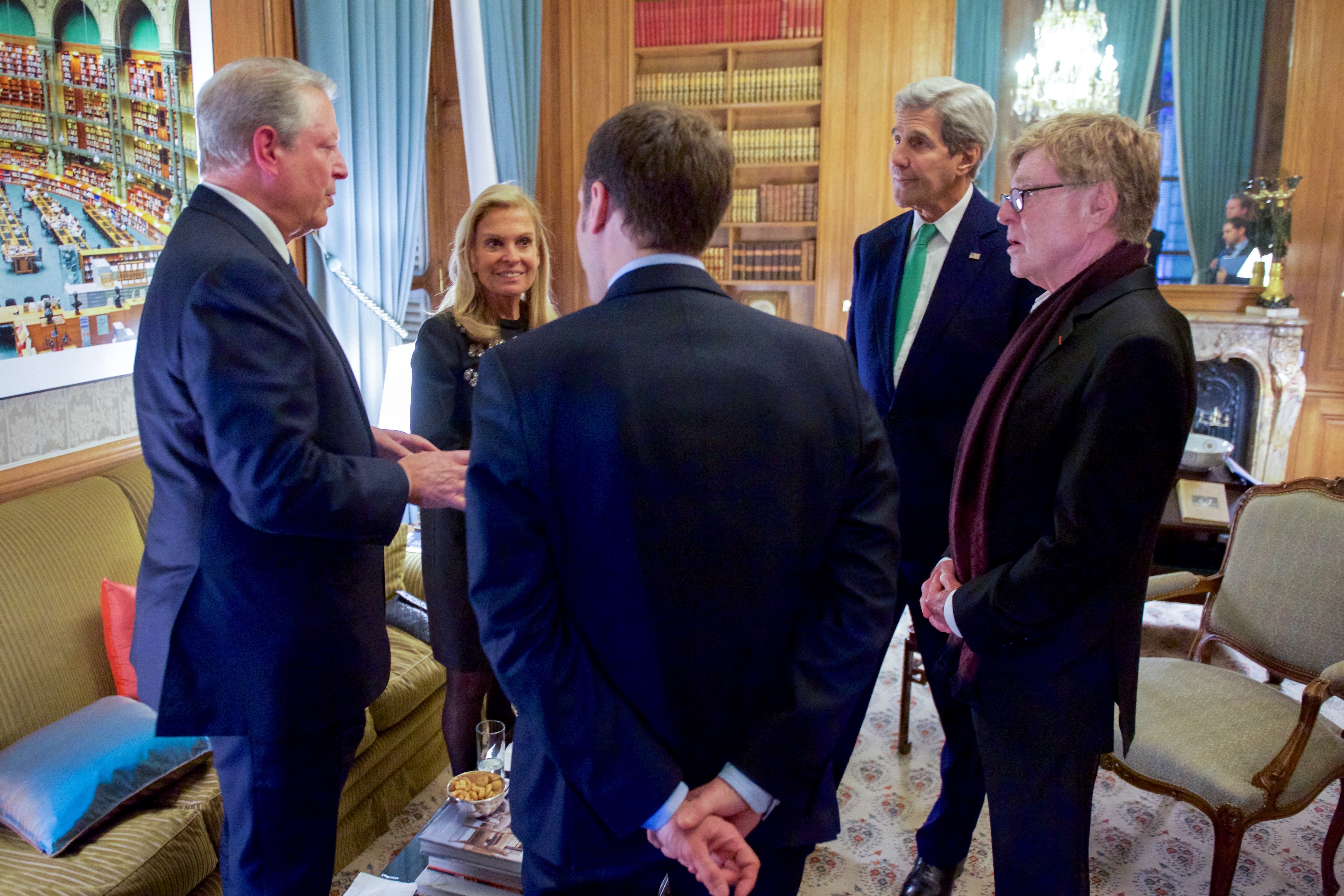
V. l. n. r.: Al Gore, Jane D. Hartley, Emmanuel Macron, John Kerry und Robert Redford bei einem Gespräch anlässlich der UN-Klimakonferenz in Paris (2015)

Im Jahr 2013 beteiligte er sich als Darsteller von Fernsehspots der Umweltschutzorganisation Natural Resources Defense Council, in denen US-Präsident Barack Obama dazu aufgefordert wurde, Maßnahmen zur Reduktion von Treibhausgasemissionen zu ergreifen. Auch in seinem Blog bei der Huffington Post engagiert er sich für Maßnahmen gegen die globale Erwärmung.
Redford war Teil des Beraterstabes der Meeresschutzorganisation Sea Shepherd und produzierte die Doku-Reihe Die Ozeankrieger, in der gezeigt wird, wie Sea Shepherd und andere Umweltschutzorganisationen illegalen Fischern das Handwerk legen wollen.

## Sonstiges
Redford kaufte 1969 ein Tal am Fuße des Timpanogos-Bergmassivs in den Rocky Mountains. Dort betreibt er eine Luxusherberge namens Sundance Resort.
Redford sprach sich 2013 gegen die Versteigerung heiliger Objekte der Hopi aus. Er bezeichnete die Auktion, die auch die Hopi und die Menschenrechtsorganisation Survival International zu verhindern versucht hatten, als „Sakrileg“ und als „kriminelle Handlung“.

## Deutsche Synchronstimmen
Ab 1969 wurde Robert Redford in fast all seinen Filmen von Rolf Schult (1927–2013) synchronisiert. In den 1970er Jahren war auch Christian Brückner als deutscher Sprecher des Schauspielers tätig. Obwohl sich Rolf Schult aus Altersgründen von der Synchronarbeit weitgehend zurückgezogen hatte, war er noch bis in die 2000er Jahre als Sprecher von Redford tätig (ab 1979 exklusiv).
Im Jahr 2007 hielt ein US-amerikanischer Supervisor, nachdem Schult den Trailer zu Redfords neuestem Film bereits synchronisiert hatte, dessen Stimme für zu tief, sodass Rolf Schult in Von Löwen und Lämmern durch Kaspar Eichel ersetzt wurde. Schult ist daher nur noch im ersten Trailer zu hören.
In seinem Film The Company You Keep – Die Akte Grant aus dem Jahr 2013 wird Redford von Jürgen Heinrich synchronisiert; 2014 und 2015 wurde er erneut von Kaspar Eichel in den Filmen The Return of the First Avenger und Picknick mit Bären gesprochen, auch 2016 und 2017 lieh er ihm erneut seine Stimme.

## Filmografie (Auswahl)
Als Schauspieler
- 1960: Perry Mason (Fernsehserie, Staffel 4, Episode 1 Der Fall mit den falschen Haaren)
- 1960: Maverick (Fernsehserie, eine Folge)
- 1962: Hinter feindlichen Linien (War Hunt)
- 1962: Twilight Zone (Fernsehserie, eine Folge)
- 1965: Lage hoffnungslos – aber nicht ernst (Situation Hopeless … But Not Serious)
- 1965: Verdammte, süße Welt (Inside Daisy Clover)
- 1966: Dieses Mädchen ist für alle (This Property Is Condemned)
- 1966: Ein Mann wird gejagt (The Chase)
- 1967: Barfuß im Park (Barefoot in the Park)
- 1969: Zwei Banditen (Butch Cassidy and the Sundance Kid)
- 1969: Blutige Spur (Tell Them Willie Boy Is Here)
- 1969: Schußfahrt (Downhill Racer)
- 1970: Stromer der Landstraße (Little Fauss and Big Halsy)
- 1972: Jeremiah Johnson
- 1972: Vier schräge Vögel (The Hot Rock)
- 1972: Bill McKay – Der Kandidat (The Candidate)
- 1973: Der Clou (The Sting)
- 1973: So wie wir waren (The Way We Were)
- 1974: Der große Gatsby (The Great Gatsby)
- 1975: Die drei Tage des Condor (Three Days of the Condor)
- 1975: Tollkühne Flieger (The Great Waldo Pepper)
- 1976: Die Unbestechlichen (All the President’s Men)
- 1977: Die Brücke von Arnheim (A Bridge Too Far)
- 1979: Der elektrische Reiter (The Electric Horseman)
- 1980: Brubaker
- 1984: Der Unbeugsame (The Natural)
- 1985: Jenseits von Afrika (Out of Africa)
- 1986: Staatsanwälte küßt man nicht (Legal Eagles)
- 1990: Havanna (Havana)
- 1992: Sneakers – Die Lautlosen (Sneakers)
- 1993: Ein unmoralisches Angebot (Indecent Proposal)
- 1996: Aus nächster Nähe (Up Close & Personal)
- 1998: Der Pferdeflüsterer (The Horse Whisperer)
- 2001: Die letzte Festung (The Last Castle)
- 2001: Spy Game – Der finale Countdown (Spy Game)
- 2004: Anatomie einer Entführung (The Clearing)
- 2005: Ein ungezähmtes Leben (An Unfinished Life)
- 2007: Von Löwen und Lämmern (Lions for Lambs)
- 2012: The Company You Keep – Die Akte Grant (The Company You Keep)
- 2013: All Is Lost
- 2014: The Return of the First Avenger (Captain America: The Winter Soldier)
- 2015: Picknick mit Bären (A Walk in the Woods)
- 2015: Der Moment der Wahrheit (Truth)
- 2016: Elliot, der Drache (Pete’s Dragon)
- 2017: The Discovery
- 2017: Unsere Seelen bei Nacht (Our Souls at Night)
- 2018: Ein Gauner & Gentleman (The Old Man & the Gun)
- 2019: Avengers: Endgame

Als Sprecher
- 1973: The Language And Music Of The Wolves – Erzähler
- 1992: Incident At Oglala – Erzähler
- 2004: Scare Planet – Erzähler
- 2006: Schweinchen Wilbur und seine Freunde (Charlotte’s Web) – hier nur die Originalstimme von Ike, dem Pferd
- 2012: The Movement (Make a Hero) – Erzähler

Als Produzent
- 1988: Milagro – Der Krieg im Bohnenfeld (The Milagro Beanfield War)
- 1992: Aus der Mitte entspringt ein Fluß (A River Runs Through It)
- 1998: Der Pferdeflüsterer (The Horse Whisperer)
- 2004: Die Reise des jungen Che (The Motorcycle Diaries)
- 2010: Die Lincoln Verschwörung (The Conspirator)
- 2012: The Company You Keep – Die Akte Grant (The Company You Keep)
- 2015: Picknick mit Bären (A Walk in the Woods)
- 2016: Die Ozeankrieger (Ocean Warriors)
- 2017: Unsere Seelen bei Nacht (Our Souls at Night)

Als Regisseur
- 1980: Eine ganz normale Familie (Ordinary People)
- 1988: Milagro – Der Krieg im Bohnenfeld (The Milagro Beanfield War)
- 1992: Aus der Mitte entspringt ein Fluß (A River Runs Through It)
- 1994: Quiz Show
- 1998: Der Pferdeflüsterer (The Horse Whisperer)
- 2000: Die Legende von Bagger Vance (Bagger Vance)
- 2007: Von Löwen und Lämmern (Lions for Lambs)
- 2010: Die Lincoln Verschwörung (The Conspirator)
- 2012: The Company You Keep – Die Akte Grant (The Company You Keep)

## Auszeichnungen (Auswahl)
- 1966: Golden Globe in der Kategorie Bester Nachwuchsdarsteller für Verdammte, süße Welt
- 1971: BAFTA Award in der Kategorie Bester Hauptdarsteller für Zwei Banditen, Blutige Spur und Schußfahrt
- 1973: Oscar-Nominierung in der Kategorie Bester Hauptdarsteller für Der Clou
- 1974: David di Donatello in der Kategorie Bester ausländischer Darsteller für Der Clou
- 1975, 1977, 1978: Henrietta Award bei den Golden Globes
- 1980: National Board of Review Award in der Kategorie Beste Regie für Eine ganz normale Familie
- 1981: Directors Guild of America Award in der Kategorie Beste Spielfilmregie für Eine ganz normale Familie
- 1981: Golden Globe in der Kategorie Beste Regie für Eine ganz normale Familie
- 1981: Oscar in der Kategorie Beste Regie für Eine ganz normale Familie
- 1994: Cecil B. deMille Award bei den Golden Globes für das Lebenswerk
- 1994: Nominierung für die Goldene Himbeere in der Kategorie Schlechtester Schauspieler für Ein unmoralisches Angebot
- 1995: Oscar-Nominierung in der Kategorie Beste Regie für Quiz Show
- 1996: Screen Actors Guild Award für das Lebenswerk
- 2002: Ehrenoscar für das Lebenswerk
- 2005: Kennedy-Preis für „außergewöhnliche Beiträge zur amerikanischen Kultur“
- 2005: Kristallkugel für „einen herausragenden künstlerischen Beitrag zum Weltkino“ beim Internationalen Filmfestival Karlovy Vary
- 2010: Ritter der Ehrenlegion
- 2013: New York Film Critics Circle Award in der Kategorie Bester Hauptdarsteller für All Is Lost
- 2016: Presidential Medal of Freedom[19]
- 2017: Goldener Löwe der 74. Filmfestspiele von Venedig für das Lebenswerk
- 2019: César-Ehrenpreis für das Lebenswerk[20]

## Filmdokumentationen
- Robert Redford – Ein unabhängiger Geist. Dokumentarfilm von Herbert Krill, Deutschland 2003, 77 Minuten.